# Kanton Cochem
Der Kanton Cochem (franz.: Canton de Cochem) war eine von zwölf Verwaltungseinheiten, in die sich das Arrondissement Koblenz im Rhein-Mosel-Departement gliederte. Der Kanton war in den Jahren 1798 bis 1814 Teil der Französischen Republik (1798–1804) und des Napoleonischen Kaiserreichs (1804–1814).
Vor der Besetzung des linken Rheinufers im Ersten Koalitionskrieg gehörte der Verwaltungsbezirk des Kantons Cochem hauptsächlich zum Kurfürstentum Trier. In einer Statistik aus dem Jahr 1808 werden in annähernd allen Gemeinden Schullehrer namentlich aufgeführt.
1814 wurde das Rhein-Mosel-Departement und damit auch der Kanton Cochem vorübergehend Teil des Generalgouvernements Mittelrhein und kam 1815 aufgrund der auf dem Wiener Kongress getroffenen Vereinbarungen zum Königreich Preußen. Unter der preußischen Verwaltung ging der Kanton Cochem im 1816 neu gebildeten Kreis Cochem im Regierungsbezirk Koblenz auf. Aldegund und Alf kamen gleichzeitig zum Kreis Zell.

## Verwaltungsgliederung
Der Kanton Cochem gliederte sich in 19 Gemeinden mit 35 Ortschaften, die von drei Mairies verwaltet wurden. Im Jahr 1808 lebten im Kanton insgesamt 10.259 Einwohner.

### Mairie Cochem
Zur Mairie gehörten 15 Ortschaften in sieben Gemeinden mit insgesamt 2892 Einwohnern; Bürgermeister: Peter Franz Oster. 
Gemeinden:
- Cochem, hatte 1808 insgesamt 288 Häuser
- Cond, 248 Einwohner in 56 Häusern, seit 1932 Stadtteil von Cochem
- Dohr
- Ernst
- Faid (Fayd)
- Greimersburg
- Sehl, seit 1932 Stadtteil von Cochem

### Mairie Eller
Zur Mairie Eller gehörten neun Ortschaften in sieben Gemeinden mit insgesamt 2086 Einwohnern; Bürgermeister: Johann Kaspar Friederichs.
Gemeinden:
- Aldegund, 79 Häuser und 372 Einwohner
- Alf, 120 Häuser und 634 Einwohner
- Bremm
- Ediger, seit 1969 Ortsteil von Ediger-Eller
- Ellenz
- Eller, 86 Häuser, seit 1969 Ortsteil von Ediger-Eller
- Nehren

### Mairie Pommern
Zur Mairie Pommern gehörten fünf Gemeinden mit insgesamt 1530 Einwohnern; Bürgermeister: Tippel (1808), Vandael (1811). 
Gemeinden:
- Briedern (Prieden)
- Kail (Cail)
- Klotten (Clotten)
- Pommern, 82 Häuser
- Wirfus

### Gemeinde Brachtendorf
Auch die Gemeinde Brachtendorf gehörte zum Kanton Cochem, war aber auf der unteren Verwaltungsebene der Mairie Kaisersesch zugeordnet, die ansonsten zum Kanton Kaisersesch gehörte. 